# Gry Bay
Gry Wernberg Bay (née le 15 août 1974 à Copenhague) est une actrice et chanteuse danoise connue surtout pour son rôle érotique provocant dans All About Anna.

## Filmographie
- 1996 : Dr. Monika Lindt - Kinderärztin, Geliebte, Mutter d'Ulrich König, dans le rôle de Svenja
- 1998 : Hosenflattern d'Erich Neureuther, dans le rôle de Tove
- 2002 : Slim Slam Slum (da) de Jorge Ballarin et Marcelino Ballarin, dans le rôle de Dit
- 2003 : Last Exit de David Noel Bourke, dans le rôle de Tanya
- 2004 : Tro, had og kærlighed (da) de Jan T. Jensen, dans le rôle de Sonja
- 2005 : All About Anna de Jessica Nilsson, dans le rôle d'Anna
- 2005 : Betonhjerter (da) de Michael Zile, dans le rôle de la masseuse
- 2006 : Grønne hjerter (da) de Preben Lorentzen, dans le rôle d'Aisa
- 2006 : Emmalou (da), de Caroline Sascha Cogez, dans le rôle de Carla